# Tse-Ven Soong

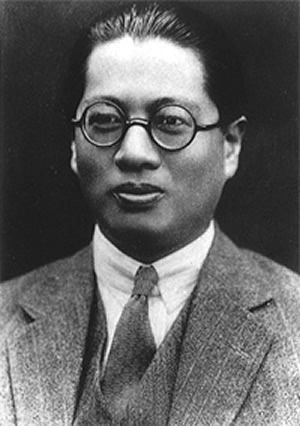
Tse-Ven Soong

Tse-Ven Soong (Shanghai, 4 december 1894 – San Francisco, 25 april 1971) (jiaxiang: Hainan, Wenchang 海南文昌) was een Chinees zakenman, miljonair en politicus.

## Biografie
Soong werd geboren als zoon van zakenman Charles Soong. 
T.V. Soong volgde een opleiding aan de Harvard University in de Verenigde Staten van Amerika. Terug in China werd hij zakenman. Hij werd een vertrouweling van de Kwomintang-leider Chiang Kai-shek, de echtgenoot van zijn zuster Soong May-ling.
Van 1928 tot 1932 was hij president-directeur van de Chinese Nationale Bank en minister van Financiën in de Kwomintang-regering. Van 1942 tot 1945 was hij minister van Buitenlandse Zaken. T.V. Soong was van 1945 tot 1947 voorzitter van de Uitvoerende Yuan (president). Toen de nationalisten (Kwomintang) in 1949 werden verslagen en uitweken naar Taiwan, week Soong naar de VS uit. Hij bleef tot zijn dood in 1971 in San Francisco wonen.